# Kenshin Himura
Kenshin Himura (緋村 剣心, Himura Kenshin) é um personagem fictício e o protagonista do manga Rurouni Kenshin criado por Nobuhiro Watsuki. Ao criar Kenshin, Watsuki desenhou-o para ser o oposto físico de Hiko Seijūrō, um personagem que aparece na primeira manga ‘one-shot’ de Watsuki, "Crescent Moon in the Warring States"; um outro com o mesmo nome aparece em Rurouni Kenshin como o professor de espada de Kenshin.
A história de Kenshin decorre numa versão fictícia do Japão durante a Era Meiji. Kenshin é um lendário ex-assassino conhecido como "Hitokiri Battōsai" (人斬り抜刀斎) (descrito como Battousai the Manslayer na dublagem inglesa do anime da Media Blasters, como Battousai: The Slasher na versão inglesa da Sony, e como The Unsheather nas capas japonesas kanzenban), mais propriamente chamado Himura Battōsai (緋村抜刀斎). No fim do Bakumatsu, torna-se um samurai errante (rōnin (浪人)), empunhando uma sakabatō (逆刃刀, lit. "espada de lâmina invertida"), uma katana que tem o gume na parte interior da curva da espada, e assim quase incapaz de matar. Kenshin viaja pelo Japão oferecendo protecção e ajuda aos que precisam, como expiação pelos assassinatos que cometeu quando era um assassino. Em Tóquio, conhece uma jovem chamada Kamiya Kaoru, que o convida para viver no seu dojo, apesar de conhecer o passado de Kenshin. Através da série, Kenshin começa a estabelecer relacionamentos longos com várias pessoas, incluindo ex-inimigos, enquanto têm de lidar com outros tantos, novos e antigos. Através destes encontros e relacionamentos, Kenshin começa a encontrar a verdadeira expiação pelo seu passado que lhe permitiu dominar plenamente a sua natureza "Battōsai".
A personagem de Kenshin foi bem recebida pelos fãs, ficando no primeiro lugar em todas as pesquisas de popularidade feitas para a série. Os críticos elogiaram a sua personalidade, apesar de alguns criticarem o seu desenvolvimento durante os vídeos originais de animação (OVA), que diferem da manga original. Para além de séries de animação, foram feitos videojogos e adaptações cinematográficas baseadas na manga. Foi criada uma enorme variedade de coleccionáveis em redor de Kenshin, incluindo figuras, porta-chaves, peluches, e réplicas da sua espada sakabatō.

## Criação e concepção

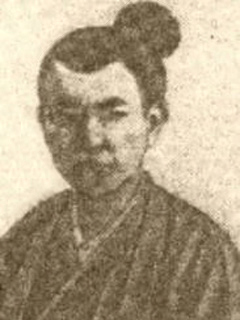
Kawakami Gensai serviu como base para a criação de Kenshin.

Watsuki descobriu e usou a história de Kawakami Gensai, um hitokiri (人斬り, literalmente "esquartejador de homens") executado pelo Governo Meiji. De acordo com Watsuki, quando descobriu que Kawakami mantinha um dever para com os seus parceiros mortos, Watsuki decidiu criar o personagem. Visto que o trabalho inicial de Watsuki era sobre um homem alto, de cabelo escuro de armadura "vistosa", Kenshin foi criado como uma personagem "completamente oposta", acabando por se tornar "parecido com uma mulher." De acordo com Watsuki, ele não usou "nenhum motivo real," e colocou a cicatriz em cruz na face quando "não sabia que mais fazer."
Durante a produção do episódio piloto da série, Rurouni, Meiji Swordsman Romantic Story, Watsuki e o seu editor discutiram sobre os padrões de voz de Kenshin; decidindo-se por um padrão "com calão". Para a versão final do primeiro Romantic Story, Watsuki ajustou o diálogo; do seu ponto de vista, tornava o som de Kenshin "com mais gosto." Watsuki adicionou a interjeição "oro" de Kenshin como um espaço reservado para a expressão inglesa "huh". Watsuki fez notar que ficou surpreendido com a quantidade de som que ele reuniu, e a quantidade deste que acabou por ser usado por Kenshin durante toda a série. Watsuki também planeava-o fazer com idade superior a 30 anos; o seu editor comentou que seria estranho que o protagonista principal de uma manga para adolescentes fosse tão velho, assim Kenshin ficou com 28 anos.
No fim da série, Kenshin aparece com cabelo curto. Inicialmente, Watsuki tinha planeado fazer o cabelo mais curto antes do fim, no entanto, achou que ficava similar ao personagem Multi de To Heart. Watsuki baseou muitas das habilidades de Kenshin em Matsubayashi Henyasai, um espadachim real que viveu no período Tokugawa, que era perito em técnicas acrobáticas. Durante o seu combate contra o exército de Shishio Makoto, é dado a Kenshin uma nova espada com uma bainha feita de madeira. Watsuki decidiu redesenhar a espada para fazê-la igual a uma que Kenshin tinha na série, apesar de ser mais difícil de desenhar.
No primeiro Rurouni Kenshin kanzenban, publicado no Japão em Julho de 2006, Watsuki incluiu uma página de esboços apresentando a personagem de Kenshin redesenhada. Para tornar a cicatriz em forma de cruz mais notável, Watsuki fez com que ficasse maior até atravessar o nariz. O cabelo de Kenshin está agarrado em dois rabos, que estão fluindo para fazê-lo parecer mais jovem, mas curto, para ser menos andrógeno. Watsuki também acrescentou um habaki à espada de Kenshin para ser mais fácil de desembainhar ao simplificar a sua estrutura, ao mesmo tempo que dá ênfase à força.
A aparência hitokiri de Kenshin foi ligeiramente redesenhada, ao fazer as suas roupas mais danificadas e dando-lhe o lenço de Yukishiro Tomoe para o pescoço.
Na adaptação animada (anime) de Rurouni Kenshin, os desenhos de Watsuki foram combinados com a voz de Mayo Suzukaze. Ao produzir a versão inglesa dobrada da série, a Media Blasters seguiu o mesmo exemplo, com Mona Marshall a ser considerada para ficar com o papel de dar voz a Kenshin. Richard Hayworth acabou por ser o escolhido, dando uma voz mais masculina a Kenshin na adaptação inglesa. Adicionalmente, Marshall foi a seleccionada para dar a voz ao Kenshin mais novo durante as cenas de reminiscência. Clark Cheng, escritor do argumento da Media Blasters, disse que localizar a fala pouco usual de Kenshin foi um processo difícil. O uso de "de gozaru" e da interjeição "oro" não eram apenas marcas do personagem que mostravam o seu estado de espírito, mas também elementos importantes para a história. No entanto, não se pode traduzir nenhum directamente para o inglês, e no fim a companhia decidiu substituir "de gozaru" por "que eu fiz," "que eu sou," ou "o que eu faço." A assinatura "oro" de Kenshin foi substituída por "huah" para simular um "som engraçado" sem nenhum significado. Daryl Surat da revista Otaku USA disse que a gramática usada no diálogo de Kenshin na Media Blasters fazia-lhe lembrar a de Yoda, um personagem da série Star Wars.
Na trilogia cinematográfica, Kenshin é interpretado por Takeru Sato. Watsuki ficou surpreendido pelo trabalho desempenhado por Sato e com os efeitos especiais usados no primeiro filme que faziam o personagem parecer muito realista.

## Aparições

### EmRurouni Kenshin
Kenshin Himura (Shinta é o seu nome real) nasceu a 20 de Junho de 1849, em Kansai, filho de uma família de agricultores pobres. Como lendário ex-assassino, Kenshin é um espadachim extremamente poderoso com uma perícia praticamente incomparável. Kenshin pratica o Hiten Mitsurugi-ryū (飛天御剣流, lit. "Estilo da Espada Voadora Honrosa do Céu"), uma antiga arte da espada fictícia que se pode basear em Battōjutsu. Este estilo o permite ter velocidade e reflexos sobre-humanos, estudar e prever os movimentos dos adversários, assim como a possibilidade de aplicar muitas técnicas poderosas com a sua espada. Muitas das suas técnicas foram originalmente concebidas para serem letais, mas Kenshin modificou o uso dessas técnicas para assim estarem de acordo com o seu voto de não voltar a matar. Como tal, ele luta com a sua sakabatō (espada de gume invertido).
Depois de acabar o seu trabalho como o assassino "Hitokiri Battōsai" na organização Ishin Shishi, Kenshin assume uma vida errante (um rōnin (浪人)). Dez anos depois da Revolução, chega a Tóquio, onde conhece Kamiya Kaoru. Ela convida-o a ficar no seu dojo mesmo depois de descobrir que ele é o "Battōsai". Durante a sua permanência no dojo, Kenshin estabelece relações duradouras com várias pessoas, incluindo ex-inimigos, como o ex-membro do Shinsengumi, Saitō Hajime. O desejo de Kenshin é proteger toda a gente do perigo sem magoar ninguém. Conhecido no passado como "o hitokiri mais poderoso," Kenshin é o principal alvo de muitos dos seus velhos inimigos e de outras pessoas que querem ganhar esse titulo ou honra. Assim, evita que outros se aproximem muito dele a nível pessoal, para a sua própria protecção. Eventualmente, Kenshin acaba por contar com a ajuda dos amigos, permitindo-os lutarem ao seu lado.
Quando o brutal Shishio Makoto, antigo sucessor da posição de Kenshin como o hitokiri de Chōshū, concebe um plano para derrubar o Governo Meiji, Kenshin deixa Tóquio para tentar impedi-lo. Para isso, é forçado a voltar a treinar e a restabelecer de novo a relação que tinha com o seu professor Seijūrō Hiko, que ensinou e cuidou de Kenshin durante a sua infância, após fazê-lo abandonar seu nome original, Shinta (心太). O treino infantil teve de ser interrompido quando Kenshin decide proteger o povo japonês. Ele aprende o Kuzu-ryūsen (九頭龍閃, lit. "Ataque do Dragão de Nove-Cabeças"), que faz nove ataques simultâneos às metas fundamentais da esgrima. O Kuzu-ryūsen, no entanto, é um subproduto usado como iniciação na aprendizagem do Amakakeru Ryū no Hirameki (天翔龍閃, lit. "Voo Rápido do Dragão Voador dos Céus"), um Hiten Mitsurugi-ryū battōjutsu que ultrapassa a velocidade do Kuzu-ryūsen. Se o ataque é bloqueado ou evitado, a força da velocidade pouco usual do corte desloca o ar em volta, gerando um vácuo e sugando o inimigo para dentro; quando isto acontece, o corpo gira em torno de um segundo ataque ainda mais forte. Enquanto treina, Kenshin desenvolve o desejo de sobreviver a qualquer combate para assim Kaoru não ficar chocada com a sua morte. Depois de terminar o treino, todos os amigos de Kenshin juntam-se a ele para o ajudar a derrotar Shishio e o seu exército.
Meses depois, um homem conhecido como Yukishiro Enishi começa a matar toda a gente que Kenshin conhece como vingança pela morte da sua irmã Yukishiro Tomoe. Neste momento, descobre-se que Kenshin era casado com Tomoe durante o Bakumatsu mas matou-a acidentalmente enquanto tentava salvá-la de um grupo de assassinos. Quando Enishi descobre o sentimento que Kenshin tem por Kaoru, decide raptá-la. É bem sucedido e deixa para trás um boneco feito de uma maneira muito profissional de Kaoru com uma espada no coração, fazendo toda a gente acreditar que ela tinha sido assassinada. Kenshin cai numa enorme depressão e vai para uma vila de errantes para se lamentar. No entanto, acaba com a depressão quando os seus amigos descobrem que Kaoru está viva. O grupo parte então para salvá-la na ilha de Enishi. Acontece então uma batalha entre Kenshin e Enishi e quando Kenshin vence, ele e Kaoru regressam a casa. A partir daí, Kenshin aprende que Hiten Mitsurugi-ryū é apenas adequando para um corpo musculado e grande como o de Seijūrō, e por isso sua saúde começa a se deteriorar, fazendo que ele nunca mais possa usar a técnica.
Cinco anos depois, Kenshin casa-se com Kaoru e têm um filho chamado Kenji. Depois de um encontro com Myōjin Yahiko, um aluno de Kaoru, Kenshin o dá a sua sakabatō como presente por ele se ter tornado um adulto.

### Em outra media
Kenshin apareceu pela primeira vez nos dois primeiros episódios de Rurouni, Meiji Swordsman Romantic Story, os capítulos piloto da manga, em que ele chega a Tóquio e derrota vários grupos de vilões que estão a atacar famílias. Nestas histórias, é lhe dada uma personalidade mais similar com a da série, mas o seu nome nunca é mencionado.
Mais tarde, no filme Rurouni Kenshin: The Motion Picture, Kenshin conhece um samurai chamado Takimi Shigure, que tenta derrubar o Governo Meiji e vingar as mortes da sua família durante o Bakumatsu. Kenshin enfrenta  e derrota Shigure por forma a evitar uma guerra.

Takeru Satō como Kenshin Himura no filme Rurouni Kenshin (2012).

Nos vídeos originais de animação (OVA), é dado a Kenshin um desenho mais humanizado. Também foram feitas numerosas mudanças à história da sua vida quando comparado com a manga, incluindo o modo como ele recebeu a cicatriz em forma de "X" em Rurouni Kenshin: Trust & Betrayal. Em Rurouni Kenshin: Reflection, à medida que o tempo passa, Kenshin fica torturado novamente pela culpa de levar uma vida feliz depois de ter tido um passado tão destrutivo. Tem de novo a decisão de se tornar uma pessoa errante, e Kaoru dá-lhe todo o apoio, prometendo-lhe que ele é sempre bem-vindo a casa com um sorriso e com o filho deles. Kenshin eventualmente, fica devastado por uma doença desconhecida. No entanto, ajuda na Primeira Guerra Sino-Japonesa tal como tinha prometido ao Governo Meiji. Depois do final da guerra, Sagara Sanosuke descobre um Kenshin gravemente ferido junto à costa, que perdeu as memórias e deste modo sem poder voltar ao Japão. Sanosuke arranja maneira de Kenshin voltar para Tóquio e para junto de Kaoru. Quando os dois finalmente se encontram, e Kenshin cai nos seus braços quando ela o abraça. Kaoru repara que a cicatriz de Kenshin tinha desaparecido, significando a sua morte. Nobuhiro Watsuki, depois de ver o ultimo OVA, não ficou nada contente do modo como a história terminou, dizendo que "Kenshin passou por tanta porcaria que merecia um final feliz."
Com a manga Rurouni Kenshin: Restoration foi dado um reinicio, e segue a história de Kenshin em Tóquio tal como na série original. Antes da reinicialização, Watsuki também escreveu um capítulo como analepse, onde Kenshin encontra um médico ocidental durante os seus anos de peregrinação.
Kenshin é interpretado por Takeru Satō no filme de 2012 Rurouni Kenshin. O filme começa quando Kenshin e Saito estão em lados opostos na Batalha de Toba-Fushimi. Saito persegue o seu rival, mas a batalha já estava perdida antes deste o encontrar. Kenshin abandona aquela vida, tornando-se um rurouni e fazendo o voto de nunca mais voltar a matar. Dez anos depois, chega a Tóquio, onde conhece Kamiya Kaoru. Sato interpreta de novo o papel nas duas sequelas do filme, Rurouni Kenshin: Kyoto Inferno (るろうに剣心 京都大火編, Rurouni Kenshin: Kyoto Taika-hen) e Rurouni Kenshin: The Legend Ends (るろうに剣心 伝説の最期編, Rurouni Kenshin: Densetsu no Saigo-hen), ambos com estreia no Japão a 1 de Agosto e 13 de Setembro de 2014, respectivamente.
Kenshin é uma personagem jogável nos videojogos Rurouni Kenshin, incluindo Jump Super Stars e Jump Ultimate Stars. Em Junho de 2013, foi confirmado juntamente com Ichigo Kurosaki, da série de animação Bleach, em J-Stars Victory Vs para PlayStation 3, PlayStation 4 e PlayStation Vita.

## Recepção
Kenshin é muito popular dentro da comunidade de leitores de Rurouni Kenshin, ficando em primeiro lugar em todas as pesquisas de popularidade da série feitas pela revista Shonen Jump, e sempre com mais do dobro dos votos para o segundo lugar. Duas votações feitas pela animação oficial de Rurouni Kenshin mostram Kenshin como um dos personagens mais populares da série. Na primeira, Kenshin fica em primeiro lugar, enquanto na segunda votação ficou em segundo. A sua encarnação em Battōsai também ficou em quinto lugar na segunda. Watsuki recebeu cartas de fãs a dizer que a voz de Megumi Ogata no CD-livro era perfeita para Kenshin. Watsuki disse que imagina a voz de Kenshin "mais neutra". As vozes dos actores no CD-livro, especialmente a de Ogata e de Tomokazu Seki, que fazia de Sanosuke, não foram escolhidas para a animação, tal facto desiludiu Watsuki. Kenshin também já fez parte inúmeras vezes das votações "Anime Grand Prix" da revista Animage, colocando-se sempre como um dos mais populares personagens masculinos da anime.
Uma enorme abundância de material de marketing já foi editado sobre e com o aspecto de Kenshin incluindo porta-chaves, figuras, e bonecos de pelúcia. Desde que a manga foi publicada, foram produzidas réplicas da espada sakabatō não-funcionais e funcionais.
Muitas publicações de manga, anime, videojogos, e outros média elogiaram e criticaram por vezes o personagem. A análise anime da T.H.E.M. critica a aparência super deformada de Kenshin durante as cenas cómicas porque ficam fora do contexto do personagem e da série. Mania.com remarca a atitude de "espertinho" de Kenshin numa análise feita ao volume 8, enquanto notam que é uma atitude comum na anime que o faz parecer fora-do-personagem. A Anime News Network elogia Kenshin por ser uma personagem que toda a gente gosta de ver por causa das suas cenas cómicas. A SciFi.com diz que "o conflito pessoal esquizóide de Kenshin entre o seu lado assassino-implacável e o lado campónio-rústico" é uma maneira perfeita de criar boas histórias.
Na lista das "8 Melhores Histórias de Amor da Anime" feita pelo About.com, a relação de Kenshin com Kaoru ficou na oitava posição com Katherine Luther a fazer notar que é um "romance clássico." Kenshin ficou em quinto na lista "Os 25 Melhores Personagens de Sempre da Anime" feita pela IGN. Chris Mackenzie editor do site descreve-o como "um típico exemplo clássico de anime, a máquina matadora paz-amorosa". Numa votação feita pela revista Newtype em 2010, Kenshin ficou em oitavo como o personagem masculino da anime mais popular dos anos 1990. A técnica Amakakeru Ryū no Hirameki usada por Kenshin, ficou em terceiro lugar numa avaliação japonesa para os movimentos mais populares da manga e da anime. Em 2014, a IGN colocou-o como o quinto maior personagem de sempre da anime, afirmando "Apesar dos lapsos momentâneos de Kenshin fazerem dele um durão completo e assim criar o cenário para algumas das mais épicas batalhas de espada de sempre na animação, Kenshin vai sempre voltar para aquela sua doce personalidade quando o perigo desaparece."
O desenvolvimento de Kenshin nas séries OVA Rurouni Kenshin: Reflection tem recebido análises negativas por muitas publicações. A Anime News Network também refere que em Reflection ele "continua a ser o velho tipo solitário de sempre" e critica também o facto de ele nunca dizer "oro", enquanto a IGN cita que alguns momentos da relação entre  Kenshin e Kaoru eram deprimentes. No entanto, alguns analistas fazem notar que a sua personalidade nas OVAs é uma das mais complexas algumas vez feitas na animação sublinhando o facto dele nunca se consegue esquecer do seu passado sangrento, isto apesar de ter uma vida pacifica.
Numa entrevista a Mayo Suzukaze, a actriz que dá a voz à personagem, esta afirma que começava a sentir-se similar a Kenshin depois de vários anos a dar-lhe voz, e refere que ser a voz da personagem tem sido das suas melhores experiências.

## Ligações Externas
- Kenshin Himura no AbsoluteAnime.com
- Página oficial Shueisha da manga
- Rurouni Kenshin (manga) no Anime News Network